# Rached Boudhina
Rached Boudhina (* 1. Dezember 1949) ist ein ehemaliger tunesischer Handballspieler.

## Biografie
Boudhina gehörte bei den Olympischen Sommerspielen 1972 in München der tunesischen Handballauswahl an, die den 16. Platz belegte.